# 鴨川市営球場
鴨川市営球場（かもがわしえいきゅうじょう）は、千葉県鴨川市の鴨川市総合運動施設内にある野球場である。

## 歴史
1984年4月12日に完成。同年11月3日、日本ハムファイターズと読売ジャイアンツのオープン戦が行われた。
2005年までプロ野球パシフィック・リーグ・日本ハムファイターズがキャンプ地として利用していた。
2007年8月に千葉ロッテマリーンズ主催のイースタン・リーグ公式戦会場として使用され、2008年2月には二軍キャンプ地として使用された。
2010年秋には一・二軍合同のキャンプが行われた
。その後も千葉ロッテマリーンズのイースタン・リーグ公式戦会場、キャンプ地として使用されている。
そのほか、毎年のように法政大学野球部がキャンプを行っている。
原則、全国高等学校野球選手権千葉大会（夏の高校野球千葉大会）の会場としては使用されないが、2020年は大会中止に伴う代替大会（2020 夏季千葉県高等学校野球大会）として、第7地区（鴨川市を含めた外房・安房地区）の地区トーナメント会場として使用された。
2023年に発足したベイサイドリーグの千葉スカイセイラーズが、初年度は1試合を開催した。

## 施設概要
内野はクレー、外野は天然芝であり、スタンドの外野席は芝生席である。運動施設内のソフトボール場（スタンドなし）は、この球場のサブグラウンドとみなされている。
- 内野：クレー、外野：天然芝
- 野球：1面
- 収容人数　4480人（内野スタンド1292人[9][リンク切れ]、外野スタンド2334人[9][リンク切れ]、座席数約2000・メインスタンドのみ固定座席、他は芝生席）
- 得点板（野球用）
- ボールカウント表示装置

## アクセス
- 安房鴨川駅（JR東日本）より徒歩35分

### 周辺道路
- 千葉県道34号鴨川保田線

### 注記
1. ↑  日本シリーズ・日韓クラブチャンピオンシップ進出の為、参加選手は二軍中心となった